# Кейв-Спрінгс (Арканзас)
Кейв-Спрінгс (англ. Cave Springs) — місто (англ. city) в США, в окрузі Бентон штату Арканзас. Населення — 5495 осіб (2020).

## Географія
Кейв-Спрінгс розташований на висоті 352 метра над рівнем моря за координатами 36°16′19″ пн. ш. 94°13′18″ зх. д. / 36.27194° пн. ш. 94.22167° зх. д. (36.271840, -94.221741). За даними Бюро перепису населення США в 2010 році місто мало площу 18,00 км², з яких 17,85 км² — суходіл та 0,15 км² — водойми. В 2017 році площа становила 20,57 км², з яких 20,41 км² — суходіл та 0,16 км² — водойми.

## Демографія
Згідно з переписом 2010 року, у місті мешкало 1729 осіб у 613 домогосподарствах у складі 494 родин. Густота населення становила 96 осіб/км². Було 684 помешкання (38/км²).
Расовий склад населення:
| - 92,4 % — білих - 1,9 % — азіатів - 1,3 % — корінних американців - 0,9 % — чорних або афроамериканців - 0,1 % — вихідців з тихоокеанських островів - 1,6 % — осіб інших рас |

До двох чи більше рас належало 1,9 %. Іспаномовні складали 4,5 % від усіх жителів.
За віковим діапазоном населення розподілялося таким чином: 30,5 % — особи молодші 18 років, 60,7 % — особи у віці 18—64 років, 8,8 % — особи у віці 65 років та старші. Медіана віку мешканця становила 36,0 року. На 100 осіб жіночої статі у місті припадало 93,8 чоловіків; на 100 жінок у віці від 18 років та старших — 98,0 чоловіків також старших 18 років.
Середній дохід на одне домашнє господарство становив 97 425 доларів США (медіана — 68 462), а середній дохід на одну сім'ю — 106 144 долари (медіана — 79 375). За межею бідності перебувало 2,9 % осіб, у тому числі 2,6 % дітей у віці до 18 років та 11,2 % осіб у віці 65 років та старших.
Цивільне працевлаштоване населення становило 1182 особи. Основні галузі зайнятості: роздрібна торгівля — 17,8 %, освіта, охорона здоров'я та соціальна допомога — 16,2 %, науковці, спеціалісти, менеджери — 15,7 %.
За даними перепису населення 2000 року в Кейв-Спрінгсі мешкало 1103 особи, 333 родини, налічувалося 420 домашніх господарств і 449 житлових будинків. Середня густота населення становила близько 58,7 людини на один квадратний кілометр. Расовий склад Кейв-Спрінгса за даними перепису розподілився таким чином: 93,02 % білих, 0,09 % — чорних або афроамериканців, 3,54 % — корінних американців, 0,27 % — азіатів, 1,54 % — представників змішаних рас, 1,54 % — інших народів. Іспаномовні склали 2,18 % від усіх жителів міста.
Із 420 домашніх господарств в 33,8 % — виховували дітей віком до 18 років, 70,5 % представляли собою подружні пари, які спільно проживали, в 6,2 % сімей жінки проживали без чоловіків, 20,5 % не мали сімей. 16,9 % від загального числа сімей на момент перепису жили самостійно, при цьому 6,0 % склали самотні літні люди у віці 65 років та старше. Середній розмір домашнього господарства склав 2,63 особи, а середній розмір родини — 2,94 особи.
Населення міста за віковим діапазоном за даними перепису 2000 року розподілилося таким чином: 25,5 % — жителі молодше 18 років, 6,3 % — між 18 і 24 роками, 31,6 % — від 25 до 44 років, 27,5 % — від 45 до 64 років і 9,2 % — у віці 65 років та старше. Середній вік мешканця склав 38 років. На кожні 100 жінок в Кейв-Спрінгсі припадало 103,1 чоловіків, у віці від 18 років та старше — 103,0 чоловіків також старше 18 років.
Середній дохід на одне домашнє господарство в місті склав 37 500 доларів США, а середній дохід на одну сім'ю — 42 813 доларів. При цьому чоловіки мали середній дохід в 29 167 доларів США на рік проти 22 574 долара середньорічного доходу у жінок. Дохід на душу населення в місті склав 17 946 доларів на рік. 7,2 % від усього числа сімей в окрузі і 9,1 % від усієї чисельності населення перебувало на момент перепису населення за межею бідності, при цьому 11,9 % з них були молодші 18 років і 10,5 % — у віці 65 років та старше.